# ガッチナ地区
ガッチナ地区(ロシア語: Гатчинский район)とは、ロシア連邦レニングラード州を構成する17の地区の一つ。面積は2,868.7 km2。地区の中心地はガッチナ。人口は140,210人（2010）。

## 行政区画
- 町 (地区の管轄下):
  - ガッチナ (Гатчина)
  - コムナル (Коммунар)
- 都市型集落 (地区の管轄下):
  - ドルジュナヤ・ゴルカ (Дружная Горка)
  - シヴェルスキー (Сиверский)
  - タイツィ (Тайцы)
  - ヴィリツァ (Вырица)

その他、地区の管轄下に17の農村（volosts）。